# Stéphane Rolland
Pour les articles homonymes, voir Rolland.
Stéphane Rolland est un créateur français de haute couture né en 1966, surtout connu pour ses robes de soirée rouge vif, blanches, ou noires, avec des jeux de brillances, des drapés, des longues robes-fourreaux, et de grandes échancrures.

## Biographie

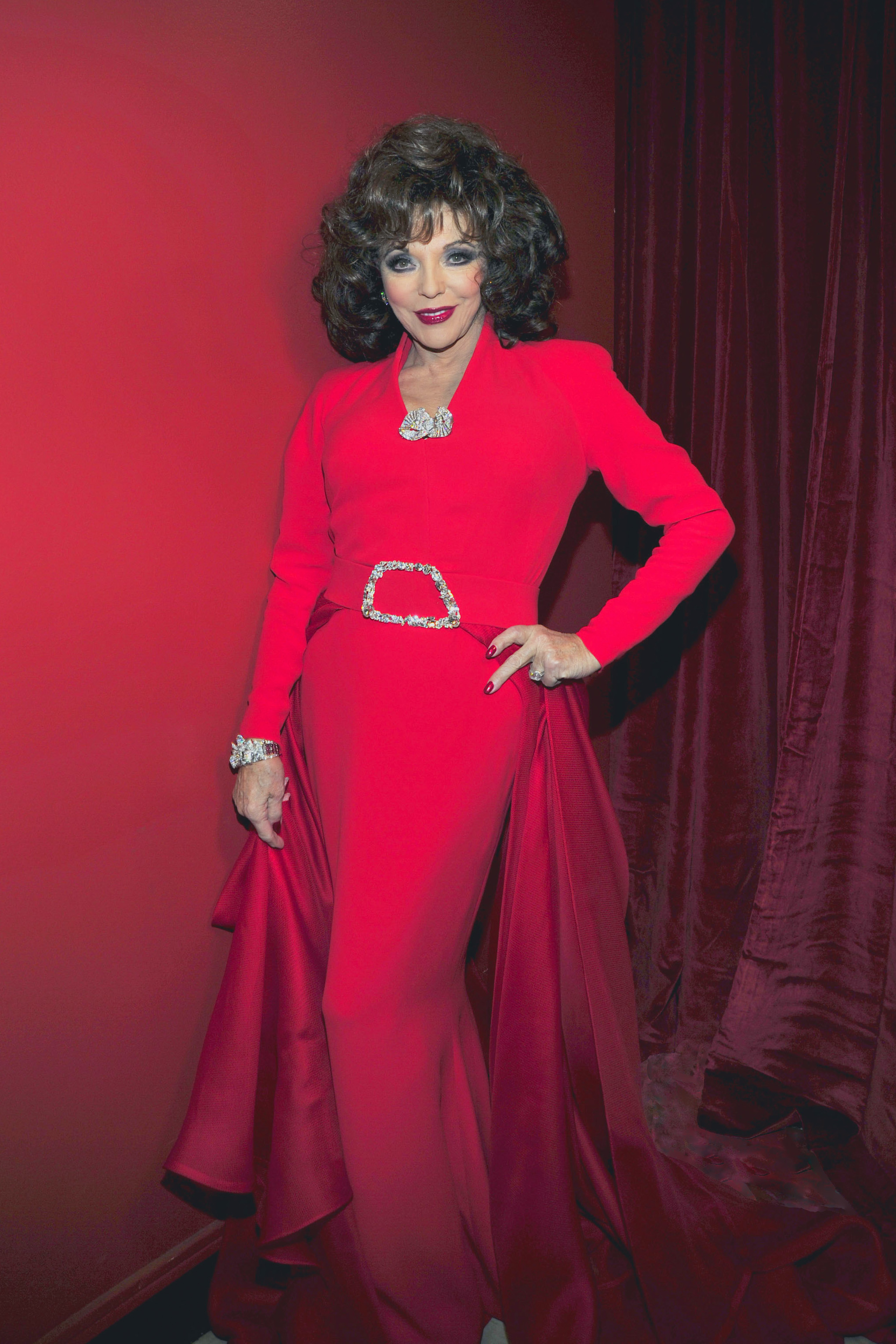
Joan Collins en Stéphane Rolland (2010)

Né à Maisons-Alfort en 1966 dans une famille d'artistes, sa mère est photographe au studio Picto. Il grandit dans le sud de la France, puis vit à Buenos Aires durant une dizaine d'années, et enfin aux Antilles[Où ?]. Il étudie en 1982 à l'école de la Chambre syndicale de la couture parisienne.
En 1986, il rejoint Balenciaga où il découvre « ce que devait être l'élégance », et est nommé directeur du prêt-à-porter « Hommes » à l'âge de 21 ans. Il travaille dans le domaine du prêt-à-porter « femmes » en 1989, avant de rejoindre, six ans plus tard, Jean-Louis Scherrer qui lui fait connaitre la haute couture pendant dix ans.
En 2005 et l'année suivante, il est en nomination lors des Molières pour la pièce Amadeus, et fonde en 2007 la société Stéphane Rolland Haute Couture, avenue George-V à Paris, suivi quelques mois plus tard du personnel de l'atelier de Jean-Louis Scherrer qui quittait la haute couture. Il est « Membre invité » de la Chambre syndicale de la haute couture la même année et présente sa première collection en juillet. 
Il est également partenaire du Festival de Cannes pour une période de cinq ans durant laquelle il habille des artistes comme le mannequin Petra Němcová, l'actrice espagnole Paz Vega, ou encore la chanteuse anglaise Cheryl Cole,. 
Il habille plusieurs fois la chanteuse Lady Gaga : celle-ci apparait entre autres fin 2009 sur la chaine de télévision ABC dans une robe rouge, mais aussi en 2011 dont une robe très remarquée lors des International Emmys of Television. Enfin, la reine Rania de Jordanie, Rihanna, ou Beyoncé Knowles portent aussi ses robes.
Stéphane Rolland bénéficie de l’appellation juridiquement protégée de haute couture depuis décembre 2008 ; son premier défilé sous cette appellation, « un hommage à Andrée Putman », a lieu début 2009, tout en développant depuis 2011 une ligne de prêt-à-porter. Mais il indique en 2009 qu'il voulait « commencer par la haute couture, c’est le diamant sur la couronne, l’essence.[…] Le prêt-à-porter ne viendra qu’après. » En complément de la couture, Stéphane Rolland réalise quelques pièces de maroquinerie en série limitée depuis juillet 2009. À la fin des années 2010 après des moments difficiles dont des problèmes financiers, sa maison déménage de l'avenue George-V à l'avenue de Villiers dans un hôtel particulier : « j'ai repensé, réorganisé et réorchestré » explique-t-il.

### Chiffres
La haute couture représente, de 2008 à 2010, un chiffre d'affaires d'environ 5 à 6 millions d'euros par an, dont plus de 80 % est réalisé au Moyen-Orient. La société emploie plus d'une trentaine de personnes, dont une vingtaine rien que pour les ateliers pour 200 robes par an, sans jamais faire de publicité.